# Сайленсер
Сайленсер (англ. silencer) — последовательность ДНК, с которой связываются белки-репрессоры (факторы транскрипции). Связывание белков-репрессоров с сайленсерами приводит к понижению или к полному подавлению синтеза РНК ферментом ДНК-зависимой РНК-полимеразой.
Сайленсеры могут находиться на расстоянии до 2500 пар нуклеотидов от промотора.